# Porcellio carthaginensis
Porcellio carthaginensis is een pissebed uit de familie Porcellionidae. De wetenschappelijke naam van de soort is voor het eerst geldig gepubliceerd in 1897 door Silvestri.